# Telefoto

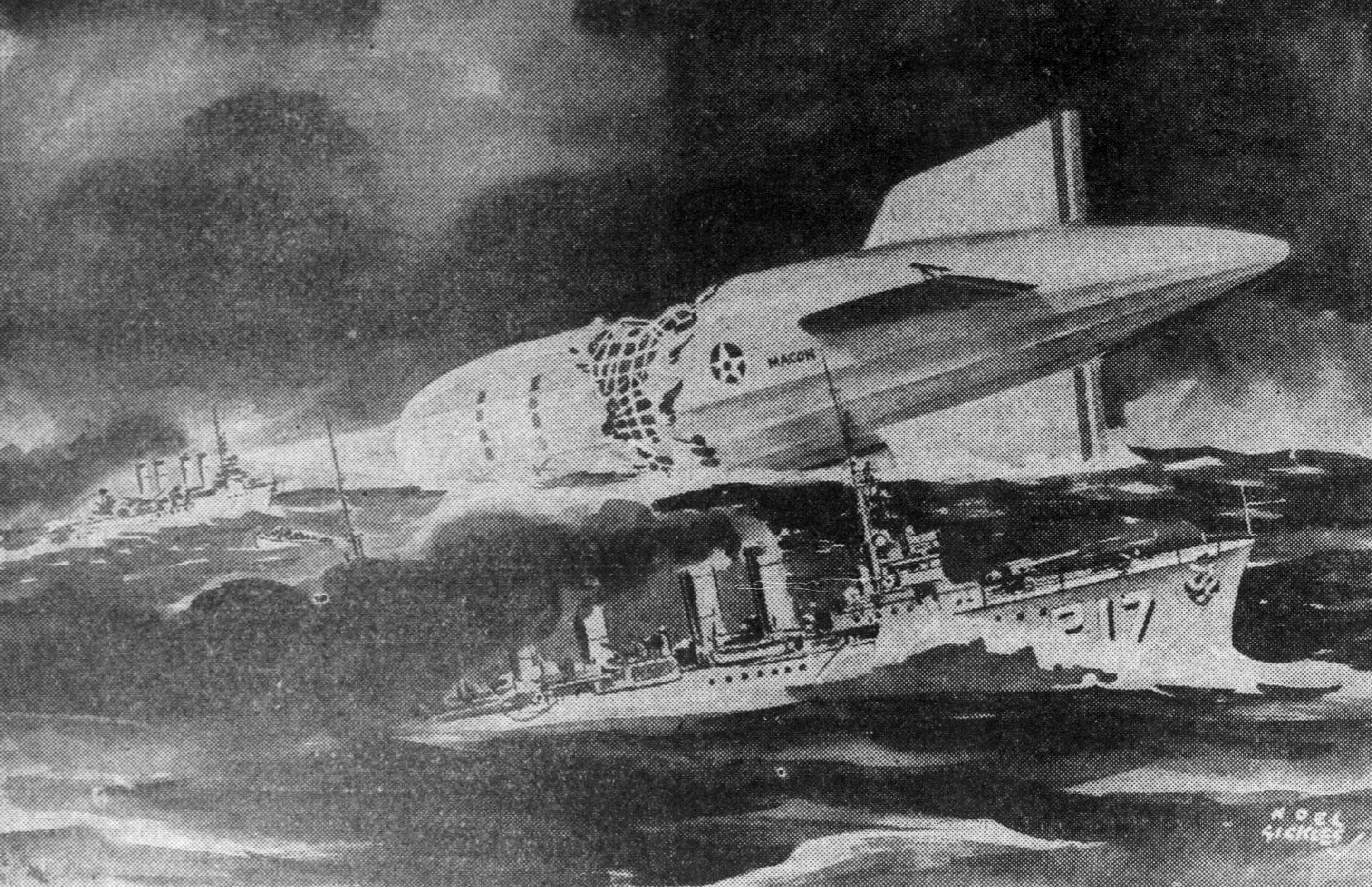
A primeira ilustração transmitida via AP Wirephoto foi o desenho conceitual de Noel Sickles da queda do USS Macon.

Telefoto, telefotografia ou radiofoto é o envio de fotografias por telégrafo, telefone ou rádio .

## História

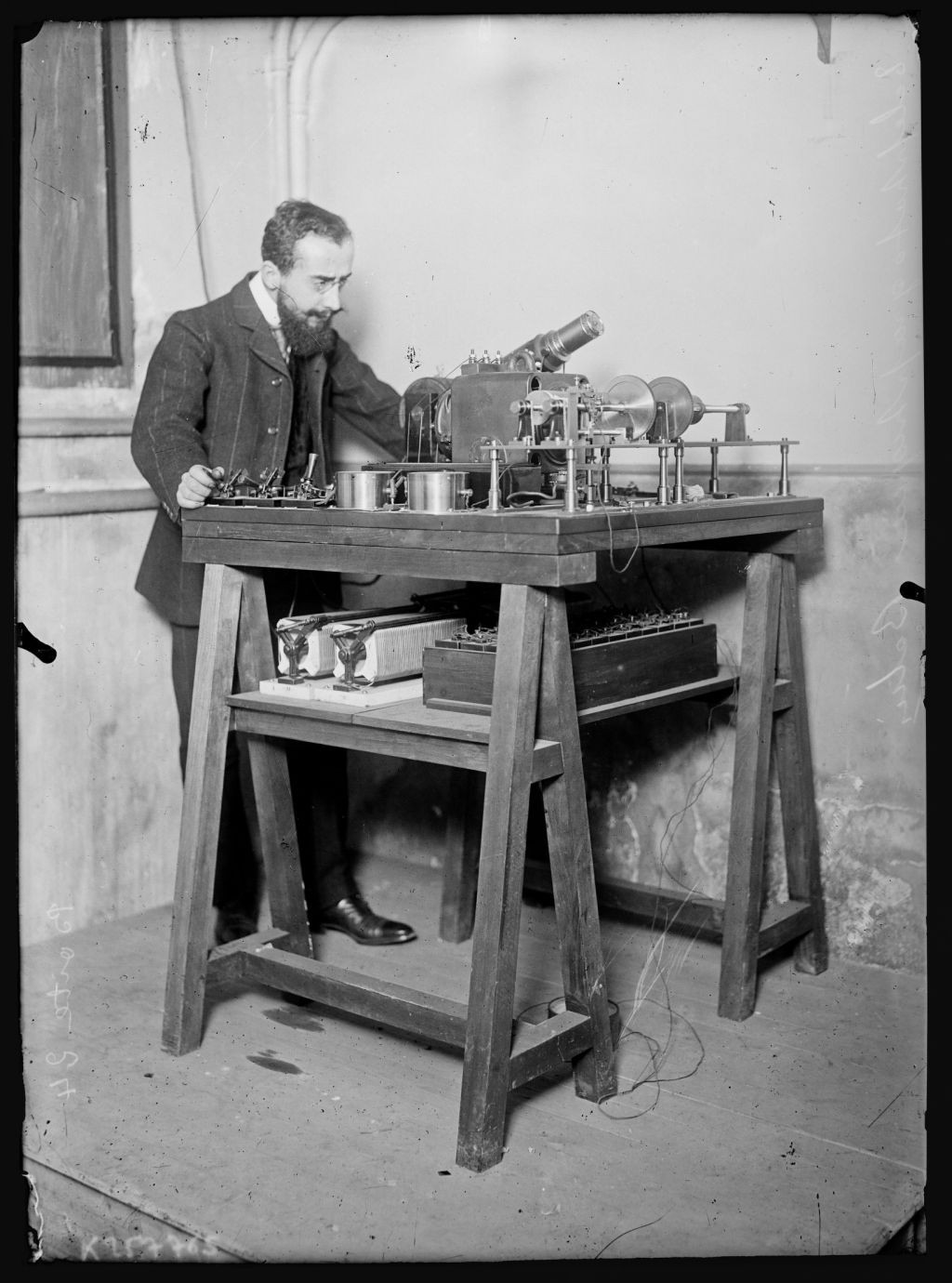
Édouard Belin e seu Belinógrafo

Tecnologicamente e comercialmente, a telefoto foi a sucessora doTelediagraph de Ernest A. Hummel de 1895, que transmitia originais de goma-laca sobre folha escaneados eletricamente por meio de um circuito dedicado conectando os jornais New York Herald, o Chicago Times Herald, o St. Republic, o Boston Herald e o Philadelphia Inquirer.
A Western Union transmitiu sua primeira fotografia em 1921. A AT&T seguiu em 1924 e a RCA começou a enviar Radiophotos em 1926.

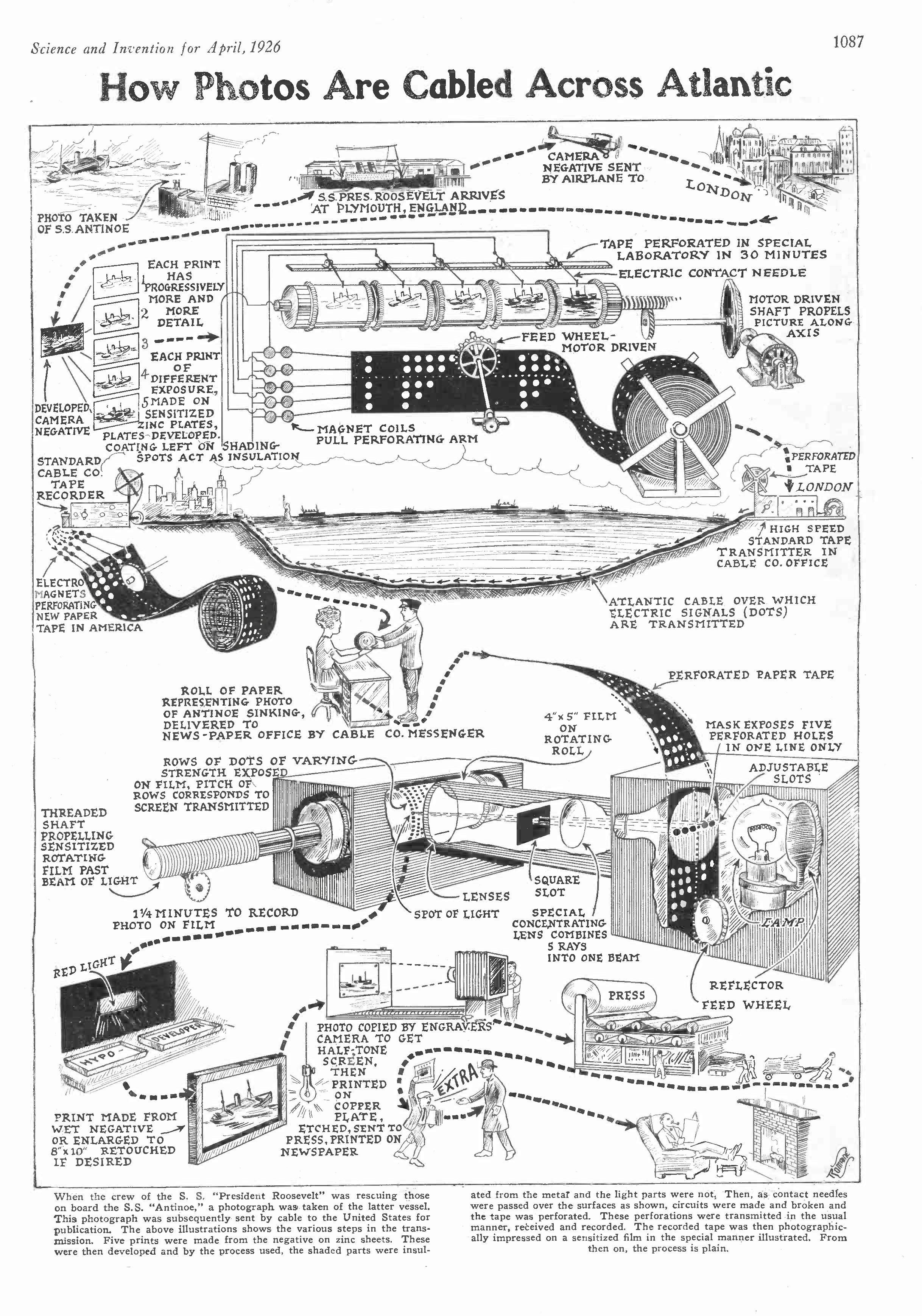
Ilustração de 1926 de como as fotos são transmitidas por cabo através do Oceano Atlântico

Os primeiros sistemas telefoto eram lentos e não reproduziam bem. Em 1929, Vladimir Zworykin, engenheiro eletrônico que trabalhava para a Western Electric, criou um sistema que produzia uma reprodução melhor e podia transmitir uma página inteira em aproximadamente um minuto.
A Associated Press iniciou seu serviço telefoto em 1935 e manteve uma marca registrada com o termo "AP Wirephoto" de 1963 a 2004. A primeira foto da AP enviada por telegrama mostrava a queda de um pequeno avião em dezembro de 1934 nas montanhas Adirondack, em Nova York.
Quando o dirigível USS (ZRS-5) da Marinha dos Estados Unidos caiu no Oceano Pacífico, na costa da Califórnia, a AP Wirephoto transmitiu seu primeiro desenho - um esboço conceitual do artista Noel Sickles do acidente e da busca por sobreviventes. Segundo Sickles, a equipe inicialmente não quis transmitir o desenho porque não era uma foto. O Wide World News Photo Service do New York Times tinha acabado de instalar um protótipo de máquina de transmissão de fotos em São Francisco no dia do acidente. Uma foto foi tirada dos sobreviventes quando eles desembarcaram foi rapidamente transmitida à cidade de Nova York por linhas telefônicas regulares para publicação na manhã seguinte. Em 1936, uma copiadora e transmissor de telefoto que poderia ser transportado para qualquer lugar e precisava apenas de uma linha telefônica padrão de longa distância foi colocado em uso pela International News Photos.
Durante a campanha de lançamento de folhetos dos Estados Unidos sobre o Império do Japão, perto do final da Segunda Guerra Mundial, Honolulu transmitiria algumas imagens de radiofoto para Saipan, retratando propostas de mensagens de folhetos para a imprensa de Saipan produzir.
Após a Segunda Guerra Mundial, em desfiles de alta-costura em Paris, Frederick L. Milton desenhava desenhos de passarelas e transmitia seus esboços via telefoto para seus assinantes, que poderiam então copiar a moda parisiense. Em 1955, quatro grandes costureiros franceses (Lanvin, Dior, Patou e Jacques Fath) processaram Milton por pirataria e o caso foi para a Divisão de Apelação da Suprema Corte de Nova Iorque. A telefoto permitiu uma velocidade de transmissão que, segundo os designers franceses, prejudicou os seus negócios.